# The King of Metal
The King of Metal è il sesto album in studio del cantante heavy metal inglese Blaze Bayley (il primo in cui è accreditato come solista), uscito nel 2012.

## Tracce
1. The King of Metal – 2:48
2. Dimebag – 6:01
3. The Black Country – 4:38
4. The Rainbow Fades to Black – 4:33
5. Fate – 3:19
6. One More Step – 3:29
7. Fighter – 7:26
8. Judge Me – 5:16
9. Difficult – 6:05
10. Beginning – 3:34

## Formazione
- Blaze Bayley – voce
- Thomas Zwijsen – chitarra
- Andrea Neri – chitarra
- Lehmann – basso
- Claudio Tirincanti – batteria